# Нижняя Кузью (приток Малой Визинги)
Нижняя Кузью (устар. Нижняя Кузь-Ю) — река в России, протекает по Республике Коми. Устье реки находится в 108 км по левому берегу реки Малая Визинга. Длина реки составляет 9 км.
Имеет правый приток — реку Кушнюршор.
Система водного объекта: Малая Визинга → Сысола → Вычегда → Северная Двина → Белое море.
Низовье пересекает грунтовая дорога, имеется брод.

## Данные водного реестра
По данным государственного водного реестра России относится к Двинско-Печорскому бассейновому округу, водохозяйственный участок реки — Вычегда от истока до города Сыктывкар, речной подбассейн реки — Вычегда. Речной бассейн реки — Северная Двина.
Код объекта в государственном водном реестре — 03020200112103000019652.